# John Nevins
John Joseph Nevins (* 19. Januar 1932 in New Rochelle; † 26. August 2014 in Venice (Florida)) war ein US-amerikanischer Geistlicher und römisch-katholischer Bischof von Venice.

## Leben
John Nevins studierte nach seiner Schulzeit an der Catholic University of America in Washington, D.C. die Fächer Philosophie und Katholische Theologie sowie Sozialarbeit an der Tulane University in New Orleans. Das Sakrament der Priesterweihe empfing er am 6. Juni 1959 im Nationalheiligtum Basilika der Unbefleckten Empfängnis in Washington, D.C. Anschließend arbeitete er zwanzig Jahre lang als Seelsorger in verschiedenen Gemeinden des Erzbistums Miami, unter anderem als Generalvikar.
Papst Johannes Paul II. ernannte ihn am 25. Januar 1979 zum Titularbischof von Rusticiana und zum Weihbischof in Miami. Die Bischofsweihe spendete ihm der Erzbischof von Miami, Edward Anthony McCarthy, am 24. März desselben Jahres. Mitkonsekratoren waren René Henry Gracida, Bischof von Pensacola-Tallahassee, und John Joseph Fitzpatrick, Bischof von Brownsville. Sein bischöflicher Wahlspruch war To Serve with Mercy.
Am 17. Juli 1984 wurde Nevins zum ersten Bischof des neu gegründeten Bistums Venice in Florida ernannt. Er wurde am 25. Oktober 1984 durch Pro-Nuntius in den USA, Erzbischof Pio Laghi, in sein Amt eingeführt. Bischof Nevins war in der Bischofskonferenz der Vereinigten Staaten für den christlich-jüdischen Dialog verantwortlich. Er war Vizepräsident der regionalen Bischofskonferenz von Florida.
Am 19. Januar 2007 nahm Papst Benedikt XVI. sein aus Altersgründen vorgebrachtes Rücktrittsgesuch an.
John Nevins war Großoffizier des Ritterorden vom Heiligen Grab zu Jerusalem und 1992 in die Gründung der Statthalterei Southeastern in den USA eingebunden.

## Ehrungen und Auszeichnungen
- Ritterschlag zum Ritter vom Heiligen Grab
- Mehrere Ehrendoktorwürden